# Hermes Point
Hermes Point är en udde i Antarktis. Den ligger i Östantarktis. Nya Zeeland gör anspråk på området.
Terrängen inåt land är varierad.  Trakten är obefolkad. Det finns inga samhällen i närheten. 